# Реагент ІКБ-2-2
Реагент ІКБ-2-2 (рос. реагент ІКБ-2-2; англ. reagent ІКБ-2-2; нім. Reagens n ІКБ-2-2) — продукт синтезу на основі жирних кислот талової олії, являє собою рідину від жовтого до темно-коричневого кольору; призначений переважно для захисту обладнання і труб, що контактують з сірководневовмісними стічними водами.